# Caniac-du-Causse
Caniac-du-Causse település Franciaországban, Lot megyében. Lakosainak száma 379 fő (2022. január 1.). Caniac-du-Causse Cœur-de-Causse, Quissac-en-Quercy, Les Pechs-du-Vers, Sénaillac-Lauzès és Soulomès községekkel határos.

## Népesség
A település népességének változása:
| Lakosok száma | 228  | 245  | 246  | 318  | 346  | 353  | 367  | 386  | 393  | 379  |
|               | 1968 | 1982 | 1990 | 2006 | 2013 | 2015 | 2017 | 2019 | 2020 | 2022 |